# Mesopausa
A mesopausa é o ponto de temperatura mínima no limite entre a mesosfera e as regiões atmosféricas da termosfera. Devido à falta de aquecimento solar e resfriamento radiante muito forte do dióxido de carbono, a mesosfera é a região mais fria da Terra, com temperaturas tão baixas quanto –100 °C (-148 °F ou 173 K). A altitude da mesopausa por muitos anos foi assumida em cerca de 85 quilômetros (53 mi), mas observações a altitudes mais altas e estudos de modelagem nos últimos dez anos mostraram que, de fato, a mesopausa consiste em dois mínimos — um com cerca de 85 quilômetros e um mínimo mais forte a cerca de 100 quilômetros (62 mi).
Outra característica é que a mesopausa do verão é mais fria que o inverno (às vezes chamada de anomalia da mesopausa). Isso se deve a uma circulação do verão para o inverno que dá origem a afloramentos no polo de verão e afloramentos no polo de inverno. O aumento do ar se expande e esfria, resultando em uma mesopausa fria no verão e, por outro lado, no ar, resulta em compressão e aumento associado da temperatura na mesopausa no inverno. Na mesosfera, a circulação verão-inverno é devida à dissipação das ondas gravitacionais, que depositam impulso contra o fluxo médio leste-oeste, resultando em uma pequena circulação norte-sul.
Nos últimos anos, a mesopausa também tem sido foco de estudos sobre as mudanças climáticas globais associadas ao aumento de CO2. Ao contrário da troposfera, onde os gases do efeito estufa resultam no aquecimento da atmosfera, o aumento de CO2 na mesosfera atua para resfriar a atmosfera devido ao aumento das emissões radiativas. Isso resulta em um efeito mensurável — a mesopausa deve se tornar mais fria com o aumento de CO2. As observações mostram uma diminuição da temperatura da mesopausa, embora a magnitude dessa diminuição varie e esteja sujeita a estudos adicionais. Estudos de modelagem desse fenômeno também foram realizados.